# Nina Lauwaert
Nina Lauwaert (6 augustus 1988) is een Belgische atlete, die gespecialiseerd is in de lange afstand. Ze werd tot op heden zesmaal Belgisch kampioene.

## Loopbaan
Lauwaert was al heel lang met atletiek bezig, maar pas eind 2015 begon ze serieus te trainen. In 2016 behaalde ze haar eerste medailles op Belgische kampioenschappen. In 2017 won ze de Antwerp 10 Miles.
In 2018 werd Lauwaert voor het eerst Belgisch kampioene op de 5000 m. Later dat jaar haalde ze ook de titels op de 10 km en de marathon. Begin 2019 werd ze Belgisch kampioene op de 10.000 m.
Lauwaert was aangesloten bij Atletiekclub Volharding en Atletiekclub Hamme en stapte eind 2017 samen met de Yellow Armada, de trainingsgroep van haar toenmalige coach Dany Van de Putte, over naar Regio Oost-Brabant Atletiek (ROBA).
Eind 2019 zette Lauwaert de samenwerking met Van de Putte stop en ging ze trainen bij Bart Raes.

## Belgische kampioenschappen
| Onderdeel | Jaar       |
| --------- | ---------- |
| 5000 m    | 2018, 2020 |
| 10.000 m  | 2019       |
| 10 km     | 2018, 2022 |
| marathon  | 2018       |

## Persoonlijke records
Outdoor
| Onderdeel | Prestatie      | Datum            | Plaats   |
| --------- | -------------- | ---------------- | -------- |
| 5000 m    | 15.48,61       | 15 juni 2019     | Nijmegen |
| 10.000 m  | 32.52,29       | 6 juli 2019      | Londen   |
| 1 uur     | 17,315 km (NR) | 4 september 2020 | Brussel  |

Weg
| Onderdeel      | Prestatie | Datum             | Plaats    |
| -------------- | --------- | ----------------- | --------- |
| 10 km          | 32.59     | 29 September 2020 | Berlijn   |
| 15 km          | 51.37     | 17 november 2019  | Nijmegen  |
| 10 mijl        | 56.02     | 23 april 2017     | Antwerpen |
| halve marathon | 1:11.33   | 17 oktober 2020   | Gdynia    |
| marathon       | 2:30.22   | 14 oktober 2018   | Eindhoven |

## Palmares

### 5000 m
- 2016:  BK AC – 16.46,99
- 2018:  BK AC – 16.14,25
- 2020:  BK AC – 16.31,36

### 5 km
- 2018:  Marikenloop – 16.22
- 2021: Monaco 15.52

### 10.000 m
- 2017:  BK AC te Ninove – 35.29,26
- 2019:  BK AC te Oudenaarde – 33.49,47
- 2022:  BK AC te Malmedy – 33.24,87

### 10 km
- 2016:  BK AC in Lokeren – 36.11
- 2017:  BK in Lokeren – 35.29
- 2018:  BK in Lokeren – 34.15
- 2019:  BK in Lokeren – 33.07
- 2020:  BK in Lokeren – 33.12

### 15 km
- 2019: 8e Zevenheuvelenloop - 51.37

### 10 mijl
- 2017:  Antwerp 10 Miles – 56.02
- 2021:  Antwerp 10 Miles - 56.51
- 2022:  Antwerp 10 Miles - 57.14

### halve marathon
- 2015:  halve marathon van Brussel – 1:23.52
- 2020: 38e WK in Gdynia – 1:11.33
- 2020:  halve marathon van Dresden – 1:12.08
- 2021: 8e halve marathon van Kopenhagen – 1:13.18
- 2022:  BK AC in Gent - 1:15.37
- 2022: 8e Bredase Singelloop - 1:13.31

### marathon
- 2018: 7e marathon van Hamburg – 2:37.26
- 2018:  BK / Marathon Eindhoven – 2:30.22
- 2019: 10e marathon van Berlijn – 2:31.25

### veldlopen
- 2018:  BK AC te Brussel
- 2018: 22e EK te Tilburg
- 2021: 1ste plaats crosscup Roeselare